# Lithonia
Lithonia – miasto w Stanach Zjednoczonych, w stanie Georgia, w hrabstwie DeKalb.